# Марко Балетић
Марко Балетић (Броћанац, код Никшића, 21. октобар 1917 — Тјентиште, код Фоче, 13. јун 1943) био је учесник Народноослободилачке борбе и народни херој Југославије.

## Биографија
Рођен је 21. октобра 1917. године у селу Броћанац, код Никшића.
Пре Другог светског рата је студирао медицину, а уочи рата је био апсолвент.
Члан Комунистичке партије Југославије је од 1940. године.
Учесник Народноослободилачке борбе је од 1941. године.
Погинуо је 13. јуна 1943. године, изнад Тјентишта, у току Битке на Сутјесци, као референт санитета Пете пролетерске црногорске ударне бригаде.
Указом председника Федеративне Народне Републике Југославије Јосипа Броза Тита, 10. јула 1953. године, проглашен је за народног хероја.